# Anton Weißenbach
Anton Weißenbach (* 24. Januar 1929 in Wolferts bei Ottobeuren) ist ein deutscher Bauingenieur mit dem Schwerpunkt Geotechnik und speziell Baugruben. Er war bis zu seiner Pensionierung Professor an der Universität Dortmund.
Weißenbach machte nach dem Abitur 1947 zunächst eine Zimmermannslehre (Facharbeiterprüfung 1949). Er studierte 1948 bis 1954 Bauingenieurwesen an der TH München, wobei er nebenbei im Baufach arbeitete. Danach war er in der Bauindustrie, zunächst ein Jahr als Bauleiter im Hochbau bei einer Baufirma in München und dann ab 1955 vier Jahre im Konstruktionsbüro bei der Siemens-Bauunion in Hamburg als Gruppenleiter. Ab 1959 war er bei der Baubehörde Hamburg, wo er in zunehmend leitender Funktion für U-Bahn und S-Bahn Bau zuständig war. Zuletzt war er als Referent zuständig für die reibungslose Zusammenarbeit der Baubehörde Hamburg mit der Bundesbahndirektion Hamburg beim Bau der City-S-Bahn und in dieser Funktion Vertreter des Leiters der Hauptabteilung Schnellbahnbau. Daneben promovierte er 1961 an der Leibniz-Universität Hannover (Der Erdwiderstand vor schmalen Druckflächen) bei Alfred Streck und habilitierte dort 1970 über Baugrubensicherung. Er lehrte 1961 bis 1982 als Dozent im Technischen Vorlesungswesen der Stadt Hamburg und 1970 bis 1982 als Privatdozent an der Universität Hannover. Ab 1982 war er Inhaber des Lehrstuhls „Baugrund-Grundbau“ an der Universität Dortmund, wo er 1994 aus Altersgründen in den Ruhestand wechselte (sein Nachfolger ist Achim Hettler). Seine Mitte der 70er Jahre begonnene ehrenamtliche Mitarbeit im Normenausschuss Bauwesen setzte er mit vollem Einsatz bis 2012 fort. Für diese Tätigkeit wurde er 2008 mit der Beuth-Denkmünze ausgezeichnet. Im gleichen Jahr ernannte ihn die Deutsche Gesellschaft für Geotechnik in Anerkennung seiner Verdienste um das Fachgebiet Geotechnik zum Ehrenmitglied. Bereits 2001 war er Ehrendoktor der Universität Kassel geworden.
Weißenbach war in Deutschland jahrzehntelang der führende Fachmann für Baugruben. Von ihm stammt beispielsweise eine Formel für den Erdwiderstand vor den Stahlträgern bei Trägerbohlwänden und ähnlichen Anwendungsfällen. Von 1966 bis 2006 war er Obmann des zugehörigen Arbeitskreises Baugruben der DGGT und gab bis 2006 deren Empfehlungen (Empfehlungen des Arbeitskreises Baugruben, EAB) heraus. Er verfasste eine dreibändige Monographie über Baugruben. Außerdem war er maßgeblich an der Umstellung der DIN 1054 (Zulässige Belastung des Baugrunds) aus dem Jahr 1976 vom Globalsicherheitskonzept auf das Teilsicherheitskonzept und die Erweiterung der Norm auf weitere Bereiche der Geotechnik beteiligt. Im Laufe der Zeit erschienen die Fassungen 1996, 2000, 2003 und 2005 unter der Bezeichnung „Sicherheitsnachweise im Erd- und Grundbau“. Mit der Anpassung der DIN 1054 als „Ergänzende Regelungen zu DIN EN 1997-1“ im Jahr 2010 und der anschließenden Mitwirkung an der Erstellung des Handbuches „Eurocode 7 – Geotechnische Bemessung – Band 1: Allgemeine Regeln“ fand diese Arbeit nach 25 Jahren ihren vorläufigen Abschluss. Formal ist Weißenbach weiterhin Obmann der DIN-Normen-Ausschüsse für Unterfangungen (DIN 4123), Baugruben und Gräben (DIN 4124) sowie Bodenkenngrößen (DIN 1055-2) [1], die nunmehr ruhend gestellt sind, nachdem in den Jahren 2010 bis 2012 nach mehrjährigen Diskussionen überarbeitete Fassungen veröffentlicht wurden.

## Schriften
- Baugruben, 3 Bände, Berlin, Ernst und Sohn, Band 1 Konstruktion und Bauausführung (1975), Band 2 Berechnungsgrundlagen (1975), Band 3 Berechnungsverfahren (1977). Band 2 und Band 3 wurden nachgedruckt. Band 3 ist 2010 in einer gemeinsamen Neubearbeitung mit Achim Hettler erschienen.
- Abschnitt Baugrubensicherung im Grundbau-Taschenbuch, 7. Auflage 2009, gemeinsam mit Achim Hettler
- Abschnitte A 2 Die Entwicklung von DIN 1054, B 9 Stützbauwerke und die Beispiele C 9.2 und C 9.3 im Kommentar zum Handbuch Eurocode 7 – Geotechnische Bemessung, Allgemeine Regeln, Auflage 2012
- Abschnitte Baugruben im Taschenbuch für den Tunnelbau 1977 bis 1998
- Berichte über die Ergebnisse von Messungen an Trägerbohlwänden:  Hefte 3 bis 20 und 27 bis 29 der Schriftenreihe des Fachgebietes Baugrund-Grundbau der Universität Dortmund, 1991 bis 2008
- Beiträge zur Standsicherheit von Baugrubenkonstruktionen: Traglastverfahren Straße Brücke Tunnel 1969, H. 1, 2,3 und 5; Unterfangungen Bauwirtschaft 1972, H. 23; Erdwiderstand Bauingenieur 1983 S. 161–173; Neue Erkenntnisse Bautechnik 1996, H 12; Berechnung Bautechnik 2003,H.12;
- Beiträge zur Umsetzung des Teilsicherheitskonzeptes im Erd- und Grundbau: Bautechnik 1991, H. 6; Bautechnik 1998,  H.9; Geotechnik Sonderheft 1999; Bautechnik 2001, H. 9; Bautechnik 2012, H. 9;